# Raillicourt
Raillicourt é uma comuna francesa na região administrativa de Grande Leste, no departamento das Ardenas. Estende-se por uma área de 6,87 km². Em 2010 a comuna tinha 206 habitantes (densidade: 30 hab./km²).